# 박주현 (1999년)
박주현(1999년 8월 3일 ~ )은 KBO 리그 NC 다이노스의 투수이다.

## kt wiz시절
2018년에 입단하였다.

## NC 다이노스시절
2023년에 입단하였다. 2024년 9월 6일 kt wiz와의 경기에 출전하며 데뷔 첫 경기를 치렀고, 경기에서 1이닝 무실점을 기록하였다.

## 출신 학교
- 철산초등학교
- 영동중학교
- 충암고등학교